# Théodat
Théodat ou Theudahat (Thiudahad, en gotique 𐌸𐌹𐌿𐌳𐌰𐌷𐌰𐌸𐌿𐍃/Þiudahaþus) (vers 480 – 536), neveu de Théodoric le Grand par sa mère Amalafrida, est roi des Ostrogoths de 534 à 536.

## Biographie

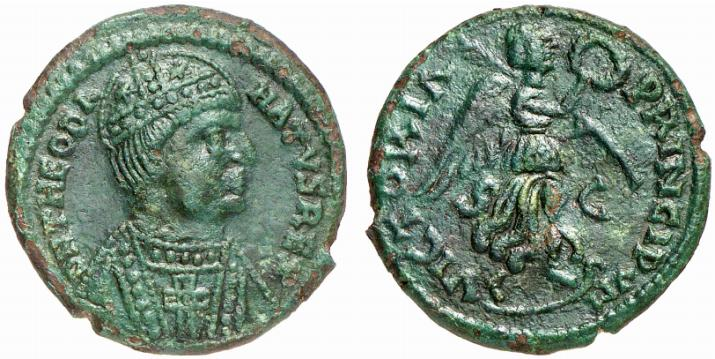
Monnaie de Théodat.

### Origine et enfance
Théodat est né vers 480 à Tauresium. Fils d'Amalafrida, sœur de Théodoric, Théodat pourrait être arrivé en Italie avec son oncle en 489. Élevé dans la famille sacrée des Amales, c'est un prince cultivé. Selon Procope de Césarée dans son Histoire de la guerre gothique, Théodat savait le latin et la philosophie de Platon mais était timide, lâche, et peu attiré par le métier des armes.

### Un préfet mal traité par le roi
Il est préfet de Toscane et ne cesse de chercher à agrandir ses possessions, mais Théodoric réprime plusieurs fois ses velléités d'indépendance. La régente Amalasonte, au courant de ses extensions illégales, le fait venir à Ravenne et l'oblige à rendre les territoires injustement conquis. Théodat, pour se venger se rapproche des émissaires de l'empereur d'Orient et leur propose de leur livrer la Toscane contre une somme d'argent, une place au Sénat romain et une retraite à Constantinople.

### Un règne éphémère
Après la mort d'Athalaric, seul descendant direct mâle de la dynastie sacrée des Amales, il épouse sa cousine Amalasonte en 534 et succède à son fils sur le trône alors qu'il est déjà âgé. Après la mort suspecte de sa belle-mère Audoflède à la fin d'un repas, Théodat fait courir le bruit qu'Amalasonte en est responsable. Après avoir renvoyé tous ses ministres, et chassé sa femme de Ravenne, la confinant dans la forteresse d'une île du lac de Bolsena en 535, il doit s'en expliquer auprès de l'empereur Justinien. Un an plus tard, Amalasonte est étranglée dans son bain par ses ennemis avec l'accord de Théodat.
L'instabilité politique au sein du royaume ostrogoth sert de prétexte au général byzantin Bélisaire pour intervenir en Sicile en 535 puis en Italie et se mêler des affaires ostrogothiques, au service de l'empereur Justinien, provoquant les « guerres gothiques ».
En 536, Vitigès, un des généraux de Théodat, est envoyé face aux troupes de Bélisaire en Campanie après la chute de Naples. L'armée doute du roi qui ne semble pas pressé de se battre contre Bélisaire. Les soldats accusent Théodat de trahison et élèvent Vitigès sur un bouclier, le proclamant roi.
Aussitôt après la proclamation, Vitigès retourne à Rome mais Théodat s'est enfui à Ravenne. Optaris, prince goth part à sa poursuite, le rattrape et l'égorge au bord du fleuve Vatrenus (aujourd'hui Santerno). Il ramène sa tête à Vitigès.

## Théodat dans les arts
On trouve un portrait de Théodat dans l'article sur Amalasonte dans les Femmes Illustres de Madeleine de Scudéry en 1652.
Théodat est un des personnages principaux de la tragédie historique de Philippe Quinault, Amalasonte écrite en 1658 dans laquelle les rôles sont inversés : Amalasonte est le bourreau et Théodat la victime.
Thomas Corneille écrit la tragédie Théodat en 1673 dans laquelle il dépeint un personnage généreux, valeureux, et amoureux. Il a travesti l'histoire pour plaire à son public. De ce fait il a réhabilité cet homme dont la mémoire était noircie par une personnalité odieuse, prince assassin, traître et lâche, Thomas Corneille a fait de lui un prince sans tache, un homme de cœur.
Thiudahad est un personnage du roman uchronique de science-fiction De peur que les ténèbres de Lyon Sprague de Camp en 1939.